# Kalifornijski wskaźnik nośności
Kalifornijski wskaźnik nośności (CBR) czyt. si-bi-ar ang. California bearing ratio – wskaźnik służący do określania nośności podłoża gruntowego pod budowę dróg oraz podbudów drogowych. Został opracowany przez Kalifornijski Departament Transportu.
Badanie wskaźnika CBR polega na pomiarze nacisku jaki jest potrzebny by wcisnąć tłok o określonym kształcie w badaną próbkę gruntu. Otrzymany wynik następnie dzieli się przez nacisk potrzebny do wciśnięcia tłoka na taką samą głębokość w gruncie wzorcowym
{\displaystyle CBR={\frac {p}{p_{s}}}\cdot 100,}
gdzie:
{\displaystyle CBR} – CBR [%],
{\displaystyle p} – pomierzony nacisk w badanym gruncie [N/mm²],
{\displaystyle p_{s}} – nacisk potrzebny do osiągnięcia takiej samej penetracji we wzorcowym gruncie [N/mm²].